# Peter Watkins
Peter Watkins (Norbiton, Surrey, Inglaterra, 29 de octubre de 1935) es un director de cine inglés. Tras residir en numerosos países durante su vida, actualmente vive en París con su mujer, Vida Urbonavicius. Se lo considera uno de los precursores del falso documental y es también reconocido por el carácter marcadamente político y transgresor de sus películas.

## Vida y obra
Estudió primero en el Christ College de Cambridge, y más tarde en la Royal Academy of Dramatic Art de Londres. Empezó su carrera como asistente de producción en publicidad y comenzó a rodar cortometrajes autofinanciados a finales de la década de 1950. Como a otros directores de su generación (John Schlesinger, Ken Russell), estas primeras obras amateurs le ayudarían posteriormente a conseguir trabajo en la televisión pública inglesa, la BBC.
En The Diary of an Unknown Soldier (1959), su primer cortometraje, Watkins muestra ya algunas de las constantes políticas de su cine: la crítica a las instituciones militares y a la destrucción del individuo por el sistema. También esboza la que sería su técnica documentalista preferida: la "reconstrucción realista".
Con The Forgotten Faces (1961), su segundo cortometraje, en donde reconstruye la revolución húngara de 1956 con su particular sistema cinematográfico mezcla de drama y documental, Watkins se hace definitivamente un nombre entre los jóvenes cineastas ingleses de la época. La BBC le ofrece un contrato para rodar dos largometrajes documentales, sugiriéndole que el tema para el primero podría ser la batalla de Culloden.
Culloden (1964), narra la última batalla en tierras inglesas a través de un grupo de periodistas que entrevistan a los protagonistas de la lucha (desde los jefes militares hasta los soldados rasos) mientras ésta tiene lugar. También constituye una crítica soterrada a la intervención estadounidense en Vietnam. 

This was the 1960s, and the US army was ‘pacifying’ the Vietnam highlands. I wanted to draw a parallel between these events and what had happened in our own UK Highlands two centuries earlier. / Eran los 60 y el ejército americano estaba "pacificando" Vietnam. Quería mostrar un paralelismo entre esos hechos y lo que había sucedido en nuestro propio país dos siglos antes.

Su siguiente proyecto para la BBC sería The War Game (1965)), un mediometraje de ciencia ficción que bajo el aspecto y las fórmulas de un falso documental cuenta la historia de un ataque nuclear soviético sobre Inglaterra. Pese a ser un encargo de la cadena, la BBC, presionada por el gobierno británico y alegando que el material era "demasiado horroroso", se negaría a emitir el documental en la fecha prevista (el 6 de agosto de 1966), haciéndolo finalmente en 1985. Además de narrar las deflagraciones nucleares y sus inmediatas consecuencias, Watkins muestra un futuro posapocalíptico en el que la sociedad se desintegra y los supervivientes luchan entre sí. Esta película ganaría el Óscar al mejor documental (pese a no ser un documental) en 1967, así como BAFTA al mejor cortometraje y un Premio Especial en el Festival Internacional de Cine de Venecia.
Las siguientes dos películas de Watkins serían, al igual que The War Game, "documentales del futuro", esto es, películas de ciencia ficción rodadas en estilo documental, con mayoría de actores no-profesionales y un presupuesto reducido.
Privilege, 1967 trata sobre un cantante de éxito en una sociedad futura en la que la industria del entretenimiento está controlada por un gobierno totalitario. Fue un fracaso crítico que, junto al maremoto provocado por The War Game, marcaría el comienzo del "exilio" de Watkins, obligado a viajar por el mundo en busca de financiación para su proyectos. The Gladiators (The Peace Game) (1969), por su parte, hecha en Suecia, es una sombría sátira situada en un futuro cercano en el que las mayores potencias del mundo reconocen la posibilidad de una guerra mundial inminente e intentan evitarla canalizando los instintos agresivos del hombre de una forma más controlable. Lo hacen mediante la creación de una Comisión Internacional siguiendo el modelo de las Naciones Unidas, dedicada a organizar una serie de luchas entre equipos de soldados elegidos de cada país. Estas competiciones, que pueden ser a muerte, son llamadas “Juegos de Paz”, y son retransmitidas en la televisión global vía satélite - con patrocinadores y anuncios. 
Punishment Park, 1971, rodada en Estados Unidos, trata, entre otros temas, sobre el uso del terror por parte de los gobiernos para mantener el control sobre los ciudadanos. A los activistas encontrados culpables de perturbar el orden se les da la opción de elegir entre la cárcel y el "Parque de castigo" del título. A aquellos que eligen esta segunda opción se les ha prometido la libertad si escapan de los agentes de la ley que les persiguen y consiguen llegar a la bandera americana situada a 53 millas a través del desierto en un plazo de tres días. 
Para rodar Edvard Munch en 1973 Watkins vuelve a Europa, en este caso a Noruega. La película (originalmente una miniserie de 3 episodios) es una recreación de la vida del famoso pintor, especialmente de sus primeros años y, según el mismo Watkins, se trata también de su obra más personal. Se centra en la lucha del artista contra sí mismo y contra una sociedad que no le comprende. 
The Seventies People (1974) es un documental sobre las contradicciones vitales en Dinamarca, país rico y exteriormente casi perfecto, pero que también acoge una de las más altas tasas de suicidio del mundo.
Fällan (1975 es un proyecto experimental rodado completamente en un estudio de la televisión sueca SVT.
Aftenlandet (1976) representa acontecimientos 'ficticios' en la Europa en aquel tiempo - comenzando con una huelga en un astillero en Copenhague por la construcción de cuatro submarinos para la marina francesa y terminando con la brutal represión de la policía tras el secuestro de un ministro.
Resan: The Journey  Documentary (1986). Documental de 14 horas de duración en donde gente de multitud de países del mundo responde a cuestiones sobre las armas nucleares, gastos militares, pobreza, medios de comunicación... Comenzó a rodarse en 1982 prácticamente sin ayuda económica de ninguna institución y se estrenó en el Festival Internacional de Cine de Toronto en 1987, aunque desde entonces rara vez se ha vuelto a proyectar o emitir.
Fritänkaren (1994) Película sobre el dramaturgo August Strindberg en donde se representa al autor sueco como un forastero, un iconoclasta que desacató reglas y luchó contra la convención y la hipocresía para cambiar las costumbres sociales, políticas y económicas de la sociedad del siglo diecinueve.
La Commune (Paris, 1871) (2001). Última película de Watkins hasta la fecha, también es una de sus obras más ambiciosas. Rodada en 13 días en una fábrica abandonada a las afueras de París por un reparto de actores no-profesionales, este docudrama de casi 6 horas de duración (aunque existe una versión más reducida de cerca de 3 horas) intenta reflejar los sucesos de la sublevación de la comuna de París, una de las rebeliones de la clase trabajadora más importantes y a la vez más desconocidas de la historia.

## Filmografía
- The Diary of an Unknown Soldier (1959)
- The Forgotten Faces (1960)
- Culloden (1964)
- The War Game (1965)
- Privilege (1967)
- The Gladiators (1969)
- Punishment Park (1971)
- Edvard Munch (1973)
- The Seventies People(1974)
- Fällan(1975)
- Aftenlandet (1976)
- Resan: The Journey  Documentary (1986)
- Fritänkaren (1994)
- La Commune (Paris, 1871) (2001)

## Premios y distinciones
Premios Óscar
| Año  | Categoría              | Película     | Resultado |
| ---- | ---------------------- | ------------ | --------- |
| 1967 | Mejor documental largo | The War Game | Ganador   |

Festival Internacional de Cine de Venecia
| Año  | Categoría       | Película              | Resultado |
| ---- | --------------- | --------------------- | --------- |
| 1966 | Premio especial | El juego de la guerra | Ganador   |